# Li Duihong
Li Duihong, född 25 januari 1970 i Daqing, är en kinesisk sportskytt.
Hon blev olympisk guldmedaljör i pistol vid sommarspelen 1996 i Atlanta.